# Hetényi Géza
Hetényi Géza (születési neve: Hecht Géza) (Budapest, 1894. szeptember 29. – Budapest, Józsefváros, 1959. január 29.) kétszeres Kossuth-díjas magyar belgyógyász, egyetemi tanár, a Magyar Tudományos Akadémia rendes tagja (1950). Idősebb fia ifj. Hetényi Géza belgyógyász, aki Kanadába távozott 1956-ban. Fiatalabb fia Hetényi István későbbi pénzügyminiszter.
Kutatási területe: Máj- és cukorbetegek anyagcseréje, kalcium-anyagcsere, lipodystrophia. A vegetatív idegrendszer funkcionális zavarainak jelentősége a fekélybetegség és a hipertónia patogenezisénél.

## Életpályája
Dr. Hetényi (Hecht) József ügyvéd (1857–1914) és Wischoffer Szidónia (1868–1951) fiaként született izraelita polgári családban, bátyja Hetényi Jenő volt. Anyai nagyszülei Wischoffer Izidor (1824–1903) magánzó és Tittinger Ernesztina (1854–1905) voltak. A Budapesti VI. Kerületi Magyar Királyi Állami Főgimnáziumban érettségizett. 1913 és 1919 között a Budapesti Tudományegyetemen folytatott orvosi tanulmányokat. Tanulmányait megszakította az első világháború, amelyben kitüntették. A háború előtt elvesztette édesapját. 1919 júliusában avatták orvosdoktorrá. Ugyanezen év szeptemberében a Korányi Sándor vezetése alatt álló III. számú Belgyógyászati Klinikára került, ahol tizenhét éven át működött. 1922. december 18-án Budapesten, az Erzsébetvárosban házasságot kötött Wabrosch Károly és Berndt Berta lányával, Margit Hermin (1894–1967) tanítónővel, akitől két fia született. 1948-ban elváltak.
Az anyagcsere-betegségek tárgykörből 1931-ben habilitálták magántanárrá. A Korányi klinikán dolgozott, az 1934-es kényszerbezárás után is egy évig Korányi mellett. 1938-tól 1944-ig a budapesti Stefánia úti, 1946-tól 1947-ig a Mártonhegyi Belgyógyászati Intézet vezetője volt. 1946-ban nyert címzetes nyilvános rendkívüli tanári címet, majd 1947-től nyilvános rendes tanárrá nevezték ki, s megbízták a szegedi I. sz. Belgyógyászati Klinika vezetésével. 1948-ban Budapesten házasságot kötött Radó Etelkával.
1949-ben beválasztották az MTA tagjai sorába. A szegedi egyetemen a tanszékvezetés mellett 1949/50. tanév második szemeszterében prorektori teendőket is vállalt. Tagja volt a Magyar Élettani Társaságnak és a Szovjet Belgyógyász Társaságnak.
1957 végén búcsúzott el a szegedi klinikától, egyéves betegség után ragadta el a halál, a budapesti Farkasréti temetőben helyezték örök nyugalomra.

## Emlékezete
- 1971. október 8-án a Szolnok Megyei Tanács Kórháza Hetényi Géza nevét vette fel (ma Jász-Nagykun Szolnok Vármegyei Hetényi Géza Kórház), ugyanekkor szobrot is avattak tiszteletére.[12]
- 1989 óta Szegeden bronz dombormű őrzi emlékezetét, Kalmár Márton alkotása. Amikor 2020-ban a klinika a Korányi fasorból  a városi kórházba elköltözött, a félemeleti domborművet az ottani könyvtárba helyezték át. Hetényi Géza emlékét a Dugonics téren lévő 14 tudós emlékét megörökítő tudóssétány egyik kőgömbje is őrzi, Székó Gábor alkotása (2012).

## Kötetei

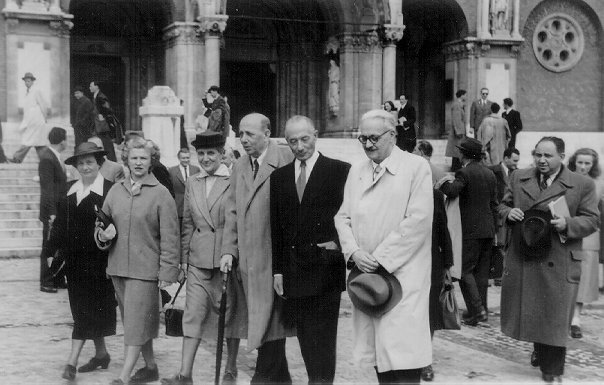
Séta a Dóm téren, jobbról balra: Rusznyák István, Hetényi Géza, Kautsch német professzor, meg a felesége, Issekutz Béláné, Korányi Erzsébet

- Az anyagcserebetegségek kór- és gyógytana. Budapest, 1933, 370 o.
- Légzési szervek betegségei. Társszerzőkkel. Budapest, 1941, 619 o.
- Részletes belgyógyászat. Budapest, 1951, 651 o.[13]
- A fekélybetegségek időszerű kérdései. Budapest, 1954, 182 o.
- A gyomor betegségei. Budapest, 1957, 31 o.
- Aktuelle Fragen der Geschwürkrankheit. Budapest – Berlin, 1958, 243 o.

## Szerkesztései
- Acta medica Academiae Scientiarum hungaricae (főszerk.)
- Magyar Belorvosi Archivum (alapító tag)